# ویتسون ۱۵۰۵۷
سیارک ۱۵۰۵۷ (به انگلیسی: 15057 Whitson، نامگذاری:1998YY15) پانزده هزار و پنجاه و هفتمین سیارک کشف شده‌است که در ۲۲ دسامبر ۱۹۹۸ کشف شد.
قدر مطلق سیارک برابر ۲۳.۴ است.